# MetroNorte
MetroNorte es la denominación dada a la prolongación de la red del Metro de Madrid hacia los municipios al norte de la capital. Tras la ampliación 2003-2007 se refiere al tramo terminal de la línea 10, inaugurado el 26 de abril de 2007 y que abarca desde el cambio de tren en la estación de Tres Olivos hasta la cabecera en Hospital Infanta Sofía, recorriendo las localidades de Madrid, Alcobendas y San Sebastián de los Reyes.
Dado que la afluencia de viajeros en este tramo es menor que en el resto de la línea, la estación de Tres Olivos es el punto de entrada al nuevo tramo. Allí, los usuarios deben bajar del vagón, volver a pasar el billete por los tornos, cruzar el andén (excepto en las horas de máxima afluencia de viajeros, en que es necesario ascender mediante escaleras o ascensor al vestíbulo de la estación para, desde ahí, bajar al andén opuesto), y tomar el tren al otro lado, como se hace también en Estadio Metropolitano con la línea 7 y en Puerta de Arganda con la línea 9.
De las 11 estaciones construidas, las cuatro primeras están ubicadas en el municipio de Madrid, concretamente en el distrito de Fuencarral-El Pardo: la mencionada Tres Olivos, y las de Montecarmelo, Las Tablas y Ronda de la Comunicación. Las cuatro siguientes están en Alcobendas (La Granja, La Moraleja, Marqués de la Valdavia y Manuel de Falla); y las tres últimas en San Sebastián de los Reyes (Baunatal, Reyes Católicos y la estación cabecera de Hospital Infanta Sofía).
A diferencia del resto de la línea 10, con andenes de 115 m que permiten circular composiciones de hasta seis coches de la serie 7000 o la serie 9000, los andenes de las estaciones de este tramo son de 90 m. Por este tramo circulan trenes de la serie 8000 de tres coches procedentes de la línea 12. De manera puntual y como refuerzo del servicio circulan trenes de la serie 8000 de cuatro coches, tanto de la primera serie como de la segunda serie (esta última menos frecuente y, por lo tanto, la más excepcional, con unidades de 3 o 4 coches) procedentes de la línea 8 o la línea 11. Anteriormente y hasta 2021 circulaban unidades de la serie 9000 de tres coches (hoy no visibles debido a su traslado a la línea 12) alternándose con algunas unidades de la serie 8000 de la primera serie y de la segunda serie y la serie 8400 de la primera serie (actualmente estas prestan servicio en la línea 9 debido a la falta de material en esta línea) por este tramo de la línea 10. A partir del año 2021, debido a la reorganización de la flota, por este tramo únicamente circula la serie 8000. Si bien actualmente solo se hacen circular composiciones de tres coches, la longitud de las estaciones permitiría introducir trenes de hasta cinco coches. La continuidad existente entre los raíles de ambos tramos (norte y sur) de la línea en la estación de Tres Olivos, permitiría que composiciones de hasta 5 vagones recorrieran la línea completa sin necesidad de que los viajeros tuvieran que hacer el trasbordo actual (ya que además el control de la validez del título de transporte en función de la zona actualmente ya se realiza a la entrada y a la salida de las estaciones de Metronorte), demanda largamente formulada por los usuarios y por las asociaciones de vecinos de la zona.
A partir de la estación de La Granja se aplica la tarifa MetroNorte, con billetes sencillos diferentes y bonos de 10 viajes diferentes válidos para viajar entre las 7 estaciones de la línea ubicadas en Alcobendas y San Sebastián de los Reyes. Estos títulos no son válidos entre Ronda de la Comunicación y Tres Olivos, donde se deben usar los títulos habituales de Metro de Madrid: sencillo MetroMadrid y Metrobús.